# Sabotage
Sabotage är en avsiktlig handling som syftar till att försvaga ett statsskick, företag, verksamhet eller struktur genom störningar eller förstörelse. Den som bedriver sabotage är en sabotör. Sabotörer försöker ofta dölja sin identitet på grund av konsekvenserna av sina handlingar. Ickevåldsligt sabotage där sabotören inte döljer sin identitet kallas ibland för civil olydnad.

## Som stridsåtgärd
När det utförs på arbetsplatsen är sabotage ett medvetet tillbakadragande av effektivitet med syftet att orsaka en förändring i arbetsförhållandena. Exempel på metoder för sabotage på en arbetsplats är maskning (t.ex. att utföra arbetet helt enligt regelboken så att det tar för lång tid) eller förstörande av egendom.
Sabotage var vanligt under arbetarrörelsens barndom, men i takt med att fackföreningar har fått mer inflytande har sabotage blivit mindre vanligt som facklig taktik. I den mån sabotage förekommer i Sverige idag så är det oftast som utomfacklig stridsåtgärd[källa behövs].

## Juridisk betydelse
Sabotage är inom juridiken ett allmänfarligt brott, att någon förstör eller skadar egendom, som har avsevärd betydelse för rikets försvar, folkförsörjning, rättsskipning eller förvaltning eller för upprätthållande av allmän ordning och säkerhet i riket enligt 13 kap 4 § Brottsbalken.. Straffet är fängelse i upp till fyra år. Detsamma skall gälla om någon på annat sätt genom skadegörelse eller annan åtgärd allvarligt stör eller hindrar den allmänna samfärdseln eller användningen av telegraf, telefon, radio eller dylikt allmänt hjälpmedel eller av anläggning för allmänhetens förseende med vatten, ljus, värme eller kraft.
Är brottet att anse som grovt, skall för grovt sabotage, grovt flygplatssabotage och grovt sjö- eller luftfartssabotage dömas till fängelse på viss tid, lägst två och upp till arton år, eller på livstid. Vid bedömande huruvida brottet är grovt skall särskilt beaktas, om därigenom framkallats fara för rikets säkerhet, för flera människoliv eller för egendom av särskild betydenhet.
Grovt sabotage, grovt flygplatssabotage och grovt sjö- eller luftfartssabotage kan ge livstids fängelse i Sverige.

## Etymologi

Träskon symboliserar sabotage.

Det finns flera teorier om ordets ursprung: 
- Att franska arbetare använde sina träskor för att sinka arbetet (det franska ordet Sabot betyder träsko). Detta är dock en myt[3]. En version av historien berättar att missnöjda väveriarbetare i Frankrike protesterade genom att kasta sina träskor i automatiska vävstolar under den industriella revolutionen[4] (en variant av historien berättar att det var väveriarbetare i Nederländerna på 1500-talet[5]). Kritiker menar dock att det inte är troligt att en fattig arbetare skulle kasta bort sina skor[6], och att det skulle varit för lätt att identifiera gärningsmannen om denne använt sina skor[7]. En liknande teori är att de ursprungliga sabotörerna var bönder som trampade ner grödor med sina träskor för att tvinga markägare att möta deras krav.[källa behövs]
- Att sabot var en nedsättande term för människor på landsbygden som fortsatte att bära träskor efter det att stadsbor hade börjat använda läderskor. Arbetsgivare i Frankrike brukade under den industriella revolutionen importera dessa "sabots" till staden för att agera strejkbrytare. Landsbygdsborna, som var obekanta med den moderna fabriksutrustningen, arbetade långsamt och dåligt. De strejkande arbetarna upptäckte efter att ha återvänt till fabriken att de kunde få igenom sina krav genom att arbeta som en sabot, snarare än att gå ut i strejk.[8][9][10][11]
- Att sabot är det franska namnet för bromsen på en hästvagn; den pressades mot den yttre kanten av ett hjul för att stoppa vagnen. På så sätt gick arbetet långsammare.[källa behövs]